# Dětmarovice
Dětmarovice (polsky Dziećmorowice, německy Dittmarsdorf či Dittmannsdorf) jsou obec, která se nachází v okrese Karviná v Moravskoslezském kraji. Součástí obce je i osada Koukolná. V Dětmarovicích žije přibližně 4 400 obyvatel. Nachází se zde stejnojmenná tepelná elektrárna.

## Historie
První písemná zmínka o obci pochází z roku 1305 v soupisu daňových povinností těšínských knížat. O nejstarší historii obce máme málo zpráv. V první době patřila obec, jak výše uvedeno, do majetku těšínských knížat. Kníže Přemek prodal v roce 1362 polovinu Dětmarovic Držkovi z Věřňovic, druhou polovinu si dále podržel. Rod Držkových z Věřňovic se pak píše z Dětmarovic. Poblíž Dětmarovic byla na břehu Olše mezi Koukolnou a Věřňovicemi ještě jedna ves. Byly to Šepetovice. Stál tam mlýn a právě ten v roce 1430 jmenovaný Držka prodal. Tato ves později zanikla, v roce 1571 je již uváděna jako pustá.
Rod Držkových vystřídal rod z Březovic. Později se polovina vsi dostala do držení orlovského kláštera, odkud ji v roce 1560 ve sporu o nástupce zemřelého opata zabral kníže Adam. Tím byla ves opět spojena v jeden hospodářský celek. Jako součást knížecího majetku, jmenovitě panství fryštátského, sdílely Dětmarovice jeho osudy. V poslední čtvrtině 17. století byly však již součástí taafovského panství dolnolutyňského.
Roku 1792 koupil Dětmarovice Jan Larisch a spojil je s karvinskými statky. V tomto svazku setrvaly až do zrušení poddanství v roce 1848. Pozemková držba však zůstala v rukou uhlobaronů Larischů až do první pozemkové reformy v letech 1924 – 1927, kdy byly postátněny některé statky, ostatní vlastnictví bylo zrušeno po osvobození v roce 1945.

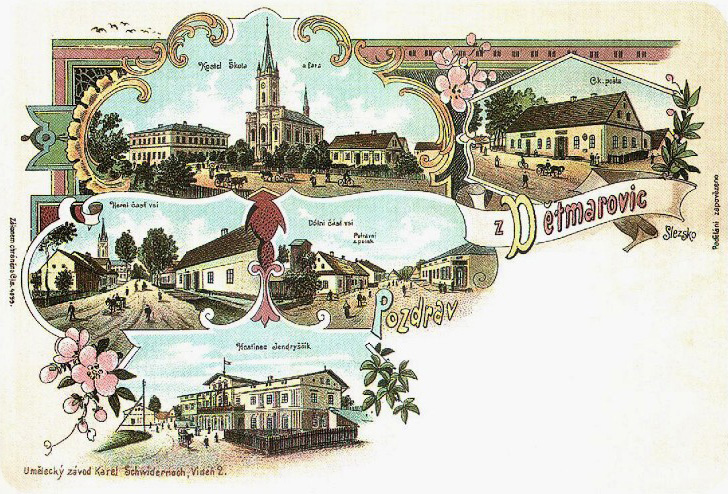
Pohlednice z roku 1900

V letech 1872 – 1875 byla k Dětmarovicím přičleněna samostatná obec Koukolná (159 ha). Ta vznikla o řadu let později než Dětmarovice. První dochovaná zmínka o samostatné obci Koukolná pochází z roku 1447, kdy se objevuje na výčtu majetku Fryštátska. Po více než 400 let to byla samostatná ves, která měla i svou vlastní pečeť. Dnes je pouze částí obce Dětmarovice. Ale zůstala zachována samostatná katastrální evidence.
Dne 9. října 1938 byl proveden zábor obce Polskem, následovalo období nacistické okupace. Obec byla osvobozena 1. května 1945 sovětskými jednotkami.
Obec patřila k fryštátskému soudnímu okresu až do roku 1855, kdy připadla k bohumínskému smíšenému okresu, od roku 1868 byl tento okres začleněn pod hejtmanství ve Fryštátě. Po záboru obce Polskem se Dětmarovice staly součástí okresu Těšín. Od roku 1949 patřila obec do okresu Karviná. Začátkem osmdesátých let město Orlová vykoupilo 68 rodinných domů pro výstavbu sídliště 5. etapa. Tím se zmenšila rozloha obce a také se snížil počet obyvatel.

### Památky

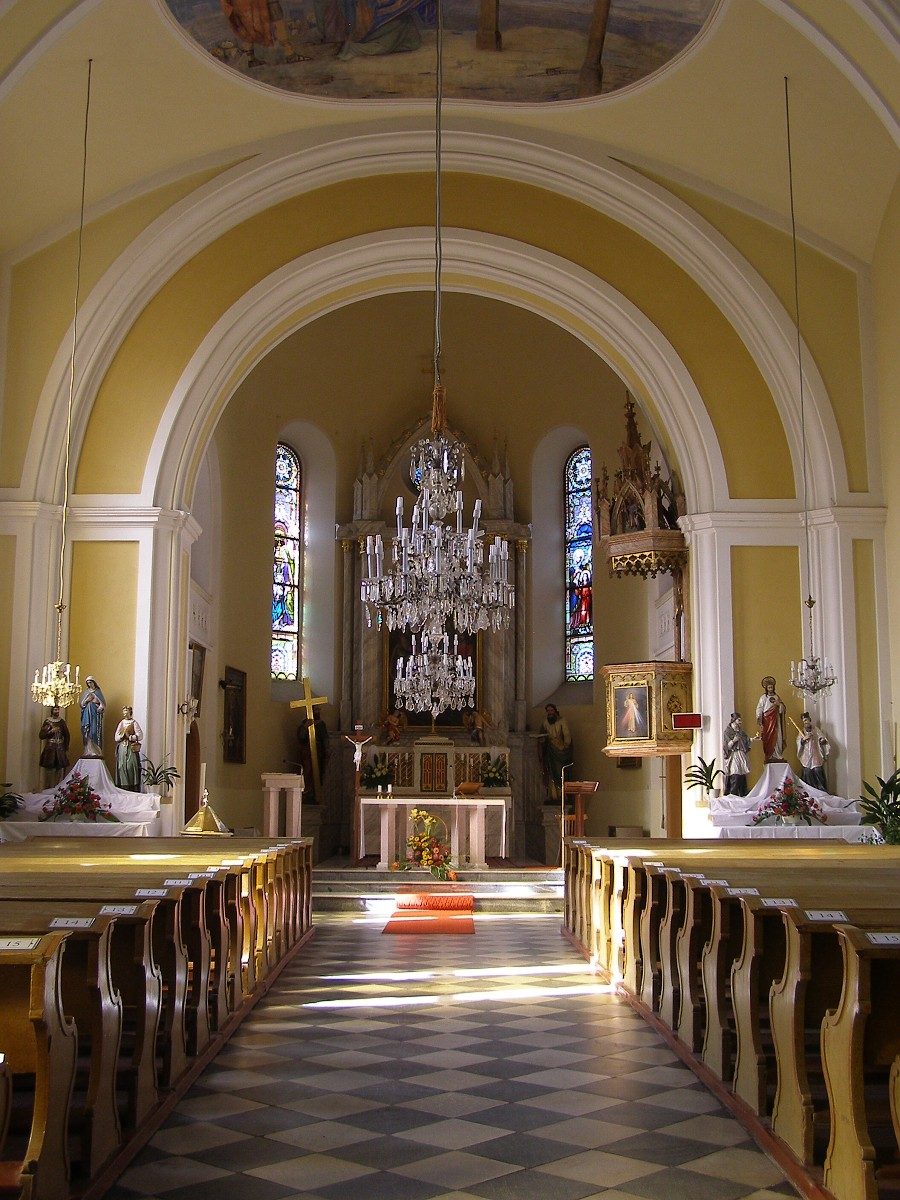
Interiér kostela

Mezi hlavní historické památky patří Něbrojova kaple zasvěcená sv. Isidorovi – rolníkovi z roku 1860 a římskokatolický farní kostel sv. Maří Magdalény postavený v letech 1869-1870 v neorenesančním stylu.
Něbrojova kaple zasvěcená sv. Isidorovi je pojmenována po dětmarovickém fojtovi z devatenáctého století. Dle dochovaných historických materiálů se kaple nachází v blízkosti pohřebiště z třicetileté války a je opředena i několika legendami.[zdroj⁠?!]
Jednolodní kostel sv. Maří Magdalény byl postaven na místě původního dřevěného kostelíka. Je vyzdoben nástropními malbami z roku 1958 znázorňujícími výjevy z bible od akademického malíře Josefa Drhy. V interiéru jsou umístěny i některé sochy z původního dřevěného kostelíka. Jsou dílem regionálního umělce z konce 18. století. V roce 1995 byly ve věži kostela nainstalovány tři nové bronzové zvony.
Jen několik desítek metrů od frekventované silnice v lokalitě Bendova usedlost se nachází pět památných stromů – tři lípy malolisté a dva duby letní. Na místním hřbitově se nachází pomník obětem první světové války a v parku před Dělnickým domem pomník obětem druhé světové války.
Zajímavostí Dětmarovic jsou také větrné mlýnky na mletí obilnin (Větrný mlýnek Dětmarovice, Větrný mlýnek v Koukolné), které jsou rekonstruované.

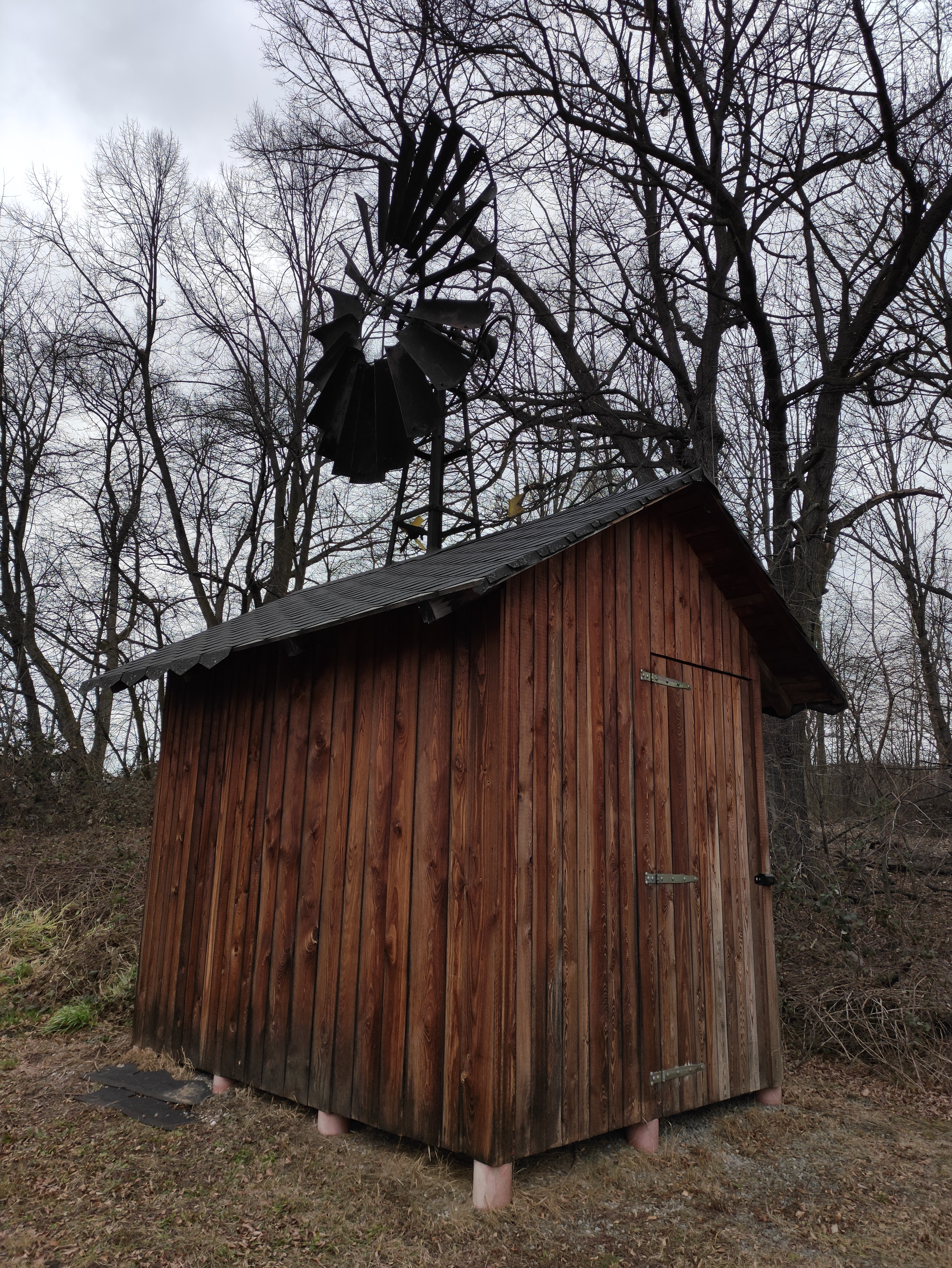
Větrný mlýnek Dětmarovice

### Znak obce
Od roku 1996 Dětmarovice užívají oficiální znak obce. Na jeho zpracování se podíleli heraldik PhDr. Karel Müller, ředitel Zemského archivu v Opavě a Jan Tejkal z Ostravy. Dne 14. května 1996 starosta obce Ing. Adolf Neuwert a člen obecní rady Josef Tomčík z rukou předsedy poslanecké sněmovny PhDr. Milana Uhdeho slavnostně v Praze převzali dekret o udělení symbolů obce.
Základem znaku je modrý znakový štít a základem praporu modrý list, které nesou dvě dominantní figury, zlatou stylizovanou turbínu a stříbrný květ koukolu. Zařazení figury turbíny je symbolickým vyjádřením Dětmarovic, které jsou známy především elektrárnou. Figura koukolu je logickým tzv. mluvícím znamením místní části, kdysi samostatné obce, Koukolná.
Barevné řešení má tři výkladové roviny:
- kombinace zlato-modrá vyjadřuje lokalizaci obce do regionu v prostorách někdejšího těšínského knížectví
- modrá odkazuje na řeku Olši, protékající katastrem obce
- rozlišení figur na zlatou a stříbrnou vyjadřuje, že Dětmarovice jsou zastřešujícím celkem pro dvě historické obce, Dětmarovice a Koukolnou.

## Geografie
Katastr obce je vklíněn do zářezu zvlněné pahorkatiny, jíž si prodrala cestu řeka Olše. Na jejím dolním toku se vytvořila poměrně široká údolní niva. Z potoků je největší Mlýnka a na severním okraji obce vtéká z pravé strany do Olše hraniční říčka Petrůvka. Na pravém břehu Olše (již na katastru Karviné) se nachází vodní komplex 15 rybníků, oddělených od sebe jen úzkými hrázemi, o rozloze 1,4 km², z nichž největší je Větrov (48 ha), jenž sousedí s katastrem Koukolné.

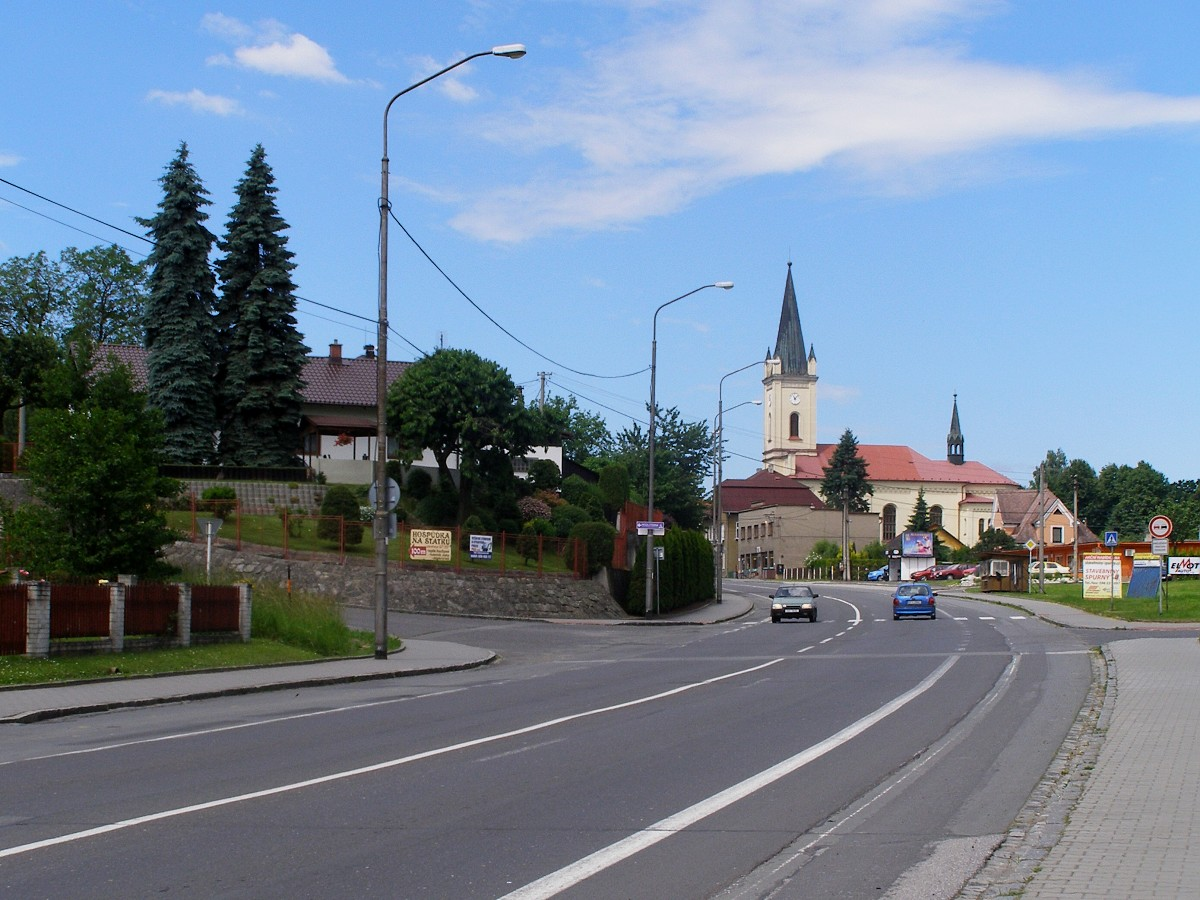
Centrum obce

Obec je plná kontrastů. Na straně jedné průmysl, krajina protkaná dráty a stožáry vysokého napětí, kde téměř z každého místa jsou vidět komíny zdejší elektrárny a na straně druhé hezká místa uprostřed zeleně. Lesy, louky a malebná zákoutíčka, zajímavá květena a poměrně dost zvěře. Z kopců úžasné pohledy na okolní města Orlová a Karviná či do sousedního Polska. Za dobré viditelnosti je možné dokonce spatřit na obzoru třicet kilometrů vzdálené Beskydy. Úřady, instituce a občanská vybavenost se nachází v centru obce u hlavního silničního tahu Bohumín – Karviná. Do této oblasti je rovněž soustředěna souvislá zástavba rodinných domků. V posledních pěti letech[kdy?] se obec intenzivně rozrůstá.

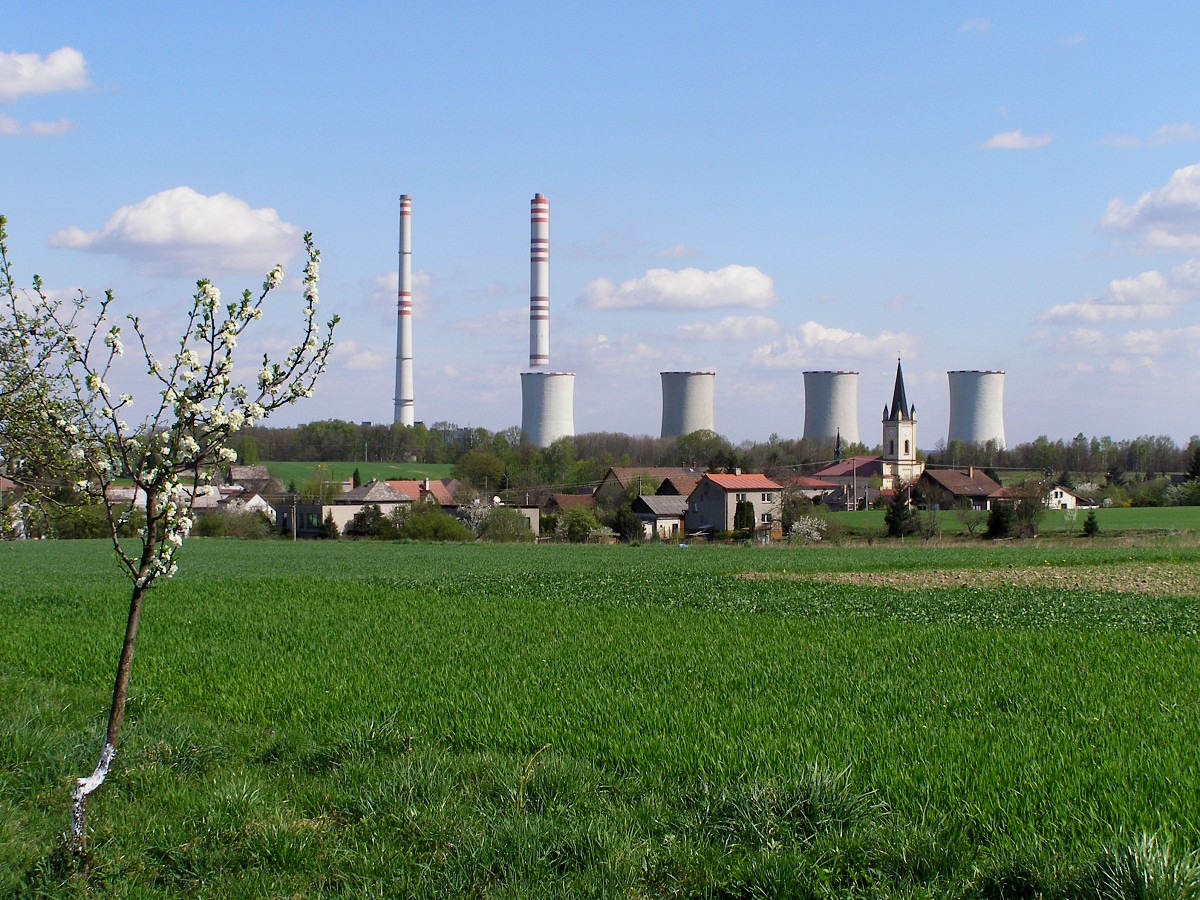
Pohled na obec Dětmarovice

Severní část obce je průmyslová, tvořena především největším závodem na katastru obce – tepelnou elektrárnou Dětmarovice, která svým výkonem 800 MW je největší elektrárnou v rámci Moravy a Českého Slezska a současně největší tepelnou elektrárnou v České republice spalující černé uhlí. Výstavba proběhla v letech 1971 – 1976, do sítě dodává jak elektrickou energii, tak i teplo. Elektrárna je od 1. 9. 1998 plně odsířena. Je situována v blízkosti frekventované železniční trati Praha/Vídeň – Varšava. Kromě elektrárny jsou v této části obce soustředěny i další průmyslové podniky a větší i menší podnikatelské subjekty.
V obci se nacházejí 2 mateřské školy (jedna v centru obce u parčíku poblíž Dělnického domu a druhá v Koukolné) a také základní škola s tělocvičnou, školní družinou a jídelnou. V letech 2007 – 2009 prošel komplex základní školy rozsáhlou rekonstrukcí. V základní škole se nachází od roku 2005 pobočka Základní umělecké školy Rychvald. V Dětmarovicích se také nově nachází sportovní hala, která je kromě samotné hrací plochy vybavena také lezeckou stěnou a kurtem na squash.